# Styl orientalizujący
Styl orientalizujący – styl dekoracji ceramiki w starożytnej Grecji, który powstał pod wpływem sztuki Bliskiego Wschodu i zastąpił styl geometryczny.

## Okres orientalizujący archaiczny (725–625 rok p.n.e.)
Podstawowym elementem dekoracji tego okresu są pasy przedstawiające wizerunki zwierząt takich jak lwy, lamparty, czy kozice. Kolorami przewodnimi stylu są niebieski i zielony. Pasy nawiązują do wschodniego sposobu dekoracji. Podobnie jak w stylu geometrycznym cała powierzchnia naczynia była pokrywana dekoracjami.

## Ceramikaattycka

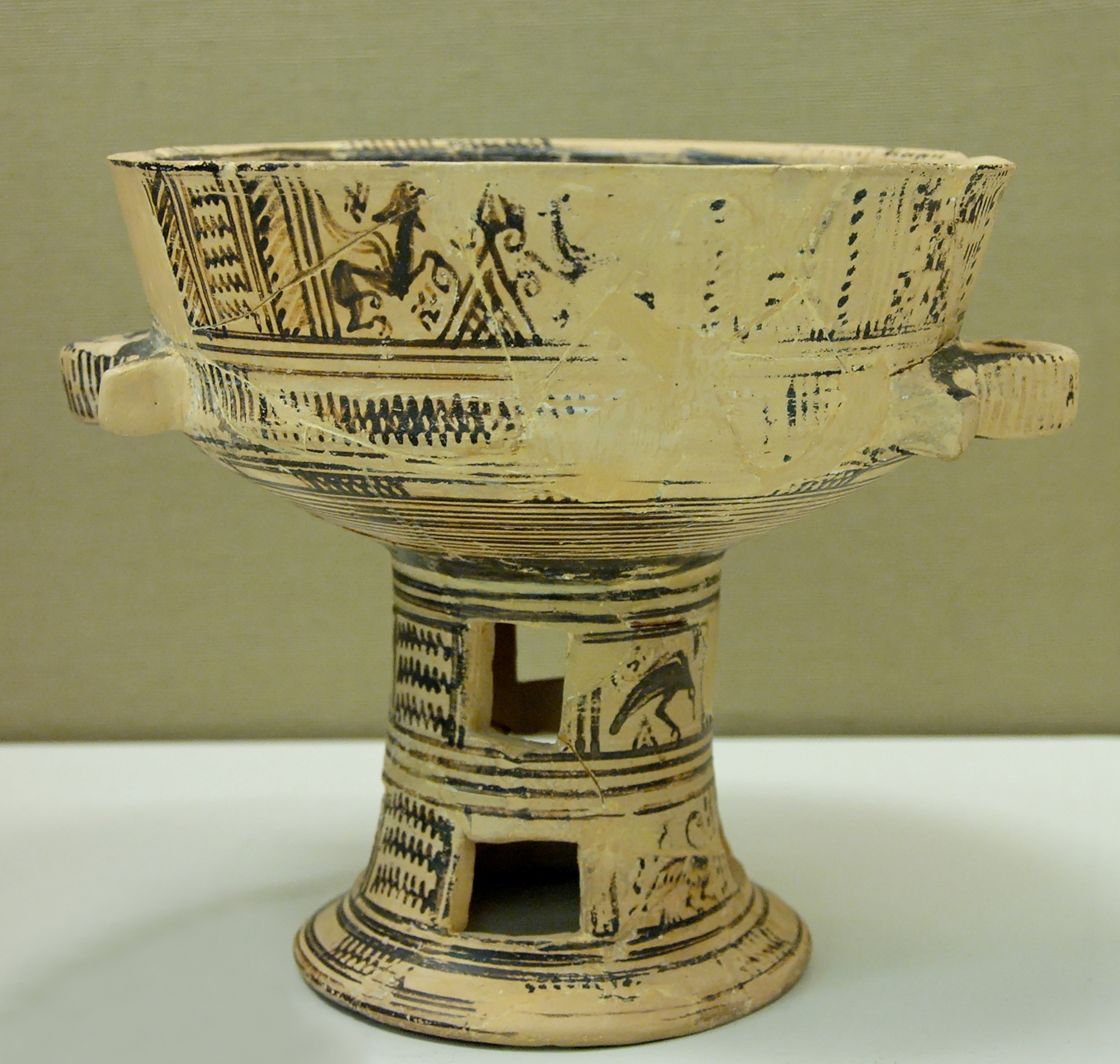
Protoattycka czara z terakoty

### Ceramika protoattycka (710–675 rok p.n.e.)
Przejście pomiędzy stylem późnogeometrycznym a protoattyckim nastąpiło dość płynnie. Spowodowało to swoiste mieszanie się obu styli. Przez to obok linii i zygzaków widoczne są sylwetki zwierząt spotykanych w mitologii, takich jak lwy czy ptaki, oraz motywy roślinne. Sceny figuralne powoli stają się naturalistyczne, a malarze starają się zaznaczać mięśnie i różnicować przedstawiane materiały ubioru. Przedstawicielem okresu „przejściowego” był Malarz z Analatos, który wyróżnił się próbą odejścia od symetrii.
Z czasem świat zwierząt przedstawianych na wazach wzbogacał się coraz bardziej. Obok lwów zaczęły pojawiać się konie, a także fantastyczne stwory – sfinks, pegaz, centaury – oraz zwierzęta z życia codziennego (między innymi psy, koguty, czy orły), które zwykle zdobią naczynia. Obok motywów zwierzęcych, zaczęto używać formy roślinne, a zwłaszcza liście palmety i inne spiralne motywy. Ornamentyka wypełnia całą powierzchnię wazy. Ulubionymi motywami tamtego okresu były parady zaprzęgów, pościg za centaurem, potwory oraz szeregi zwierząt. 

### Styl czarny i biały (675–650 r. p.n.e.)
Już wcześniej wspomniany Malarz z Analatos był przypuszczalnie inicjatorem nowej techniki, czyli stylu czarnego. Grupa malarzy koncentrująca się wokół osoby mistrza skupiała nową generację artystów, tworzących w nowym sposobie dekoracji. Garncarze ci nie uznawali tradycyjnych metod tworzenia. Rysunek ich był na ogół sylwetowy, głowy niekiedy obrysowane konturowo. Coraz bardziej widoczne było dążenie do naturalizmu oraz świadome posługiwanie się efektem kontrastu, który polegał na zastosowaniu ciemnych kolorów na jasnym tle, i vice versa. Twórcy w dalszym ciągu przedstawiali zaprzęgi konne, sceny bitewne i tematy mitologiczne. Technika, w której artyści tworzyli czarne figury przy pomocy modelunku rytego, powoli stawała się wówczas coraz bardziej popularna. Oryginalność ceramiki attyckiej polega na umiejętności wykorzystania w dekoracji elementów orientalnych, jak i pomysłowość w ich rozmieszczaniu. Pomimo pewnych podobieństw historycy prawie jednomyślnie wykluczają większy wpływ naczyń korynckich na dekoracje attyckie.
W ciągu okresu 20–30-letniego garncarze attyccy coraz lepiej opanowali technikę czarnofigurową, co wpłynęło znacznie na poprawę jakości ich wyrobów.

### Okres późnoprotoattycki (650–610 r. p.n.e.)
W tym czasie dekoracja naczyń stała się bardzo przemyślana, a rysunek precyzyjny. Koloru używa się rzadko, malarstwo konturowe znika zupełnie. Wszystko to spowodowało ograniczenie tematyki. Około 650 roku p.n.e. upadło całkowicie malarstwo czarno-białe. Wiąże się to z wykorzystywanym w czerwonym kolorze retuszu, który obok koloru czarnego i białego dał znakomite efekty. Powoli zaczęto stosować technikę czarnofigurową, tzn. ryty modelunek. Amfora Nessosa z Aten ok. 615 roku p.n.e. wyznacza początek tych przemian. Jest to waza przedstawiająca Heraklesa zabijającego Nessosa oraz Perseusza ściganego przez Gorgony. Waza Nessosa jest wykonana w pełni techniką czarnofigurową. Ornament wypełniający jest jasny, a zęby Gorgony białe. Wypełnienia motywami roślinnymi i ptakami w całości podporządkowane są kompozycji. Wazy tego okresu uwidaczniają pewne wpływy stylu korynckiego, jednak nie jest to dominujące.

## Ceramika koryncka

### Styl wczesny protokoryncki (720–690 r. p.n.e.)
Korynt zapoczątkował to, co do historii przeszło jako styl orientalizujący i to Korynt przez blisko 100 lat dominował na rynku ceramicznym. Inne regiony czerpały mniej lub więcej z osiągnięć Koryntu. Około 720 roku p.n.e. pojawiły się pierwsze swobodne elementy roślinne inspirowane zdobnictwem importowanych ze wschodu tkanin. Z czasem pojawiły się elementy zwierzęce, jak ptaki i lwy.

### Styl protokoryncki dojrzały (690–650 r. p.n.e.)
Na początku VII w. p.n.e. nastąpił przełom w ceramice. Garncarze korynccy zapoczątkowali technikę czarnofigurową. Był to niewątpliwie ważny krok naprzód. Nowy sposób polegał na malowaniu pokostem sylwetki i wykonaniu następnie ostrym narzędziem modelunku oraz wypaleniu naczynia. Efekty kolorystyczne widać było dopiero po wyjęciu naczynia z pieca. Początkowo rycie ograniczało się do kilku kresek. Z czasem linie zaczęły pojawiać się jeszcze częściej, a rysunki znacząco nabrały jakości. Dobrym przykładem obrazującym ten postęp jest aryballos tzw. Macmillana „Walczący hoplici”, jak wskazuje tytuł na naczyniu znajduje się rysunek przedstawiający dwóch nacierających na siebie ciężkozbrojnych żołnierzy. Dekoracja charakteryzuje się znakomitą kompozycją, a rozwój dostrzegalny jest w prawidłowościach modelu oraz perspektywicznym ukazaniu postaci. Również proporcje wojowników są naturalistyczne. Doskonałość rysunku i warsztatu ich wykonania są po dziś dzień uważane za dzieła sztuki. Pełnia wielkości stylu protokorynckiego ujawnia się w miniaturach. Na tych niewielkich rysunkach w mistrzowski sposób przedstawiono sceny figuralne, zwierzęce, ornamenty, przy czym motywy roślinne często były jedynie „wypełniaczem” pustych miejsc.

### Styl późnoprotokoryncki (650–640 r. p.n.e.)
Dalszym krokiem w rozwoju korynckiej sztuki ceramicznej był styl późnoprotokoryncki (650–640 r. p.n.e.). Artyści tego okresu odchodzą od scen figuralnych, następuje rozwój stylu właściwego dla późniejszej masowej produkcji. Pierwszą tendencją nowych form była chęć pokazania dużych zwierząt. Wydłużano je tak, aby pokrywały większą przestrzeń i uwalniały tym samym od pokrywania wolnych przestrzeni drobiazgową dekoracją. Czasem malunek ograniczał się do jednego zwierzęcia. Modelunek wewnętrzny zwierzęcia był ryty lub malowany purpurowy. W kompozycji zaczęto świadomie wykorzystywać naturalne cechy zwierząt. Pantera, która w naturalny sposób jest wydłużona, zastąpiła dość sztywnego majestatycznego lwa. We fryzach dłuższych pojawiało się do trzech zwierząt, na przykład byk pomiędzy lwem i lampartem, kompozycja, która stała się niemal stereotypowa, a podobne ozdoby można znaleźć w rzeźbie i architekturze tego okresu.

### Styl wczesnokoryncki (625–550 r. p.n.e.)
Kolejna zmiana, nazwana stylem wczesnokorynckim lub stylem zwierzęcym dojrzałym (625–550 r. p.n.e.) wiązała się bezpośrednio ze wzmożonym kontaktem ze Wschodem, a co się z tym wiąże z tamtą kulturą i sztuką. Okres ten charakteryzuje się szerokimi fryzami, dekorowanymi nienaturalnie wydłużonymi sylwetkami zwierząt oraz ornamentem wypełniającym. Nadmiar elementów dekoracyjnych gubi zarys zwierzęcia, a starannie ryte rozety coraz bardziej wypełniają tło, zaczerniając rysunek. Wpływ na tego typu rozwój miały tkaniny wschodnie asyryjskie, jak i niewątpliwie wielka fantazja garncarzy. Przedstawiano lwy, lamparty, dziki, byki, kozły, obok syren i innych hybryd (człowiek-smok, człowiek-ryba). Schyłek sztuki korynckiej przypada na VI wiek p.n.e., a jej upadek wynika z przegranej konkurencji z garncarzami attyckimi (patrz styl czarnofigurowy).

## Ceramika Rodos

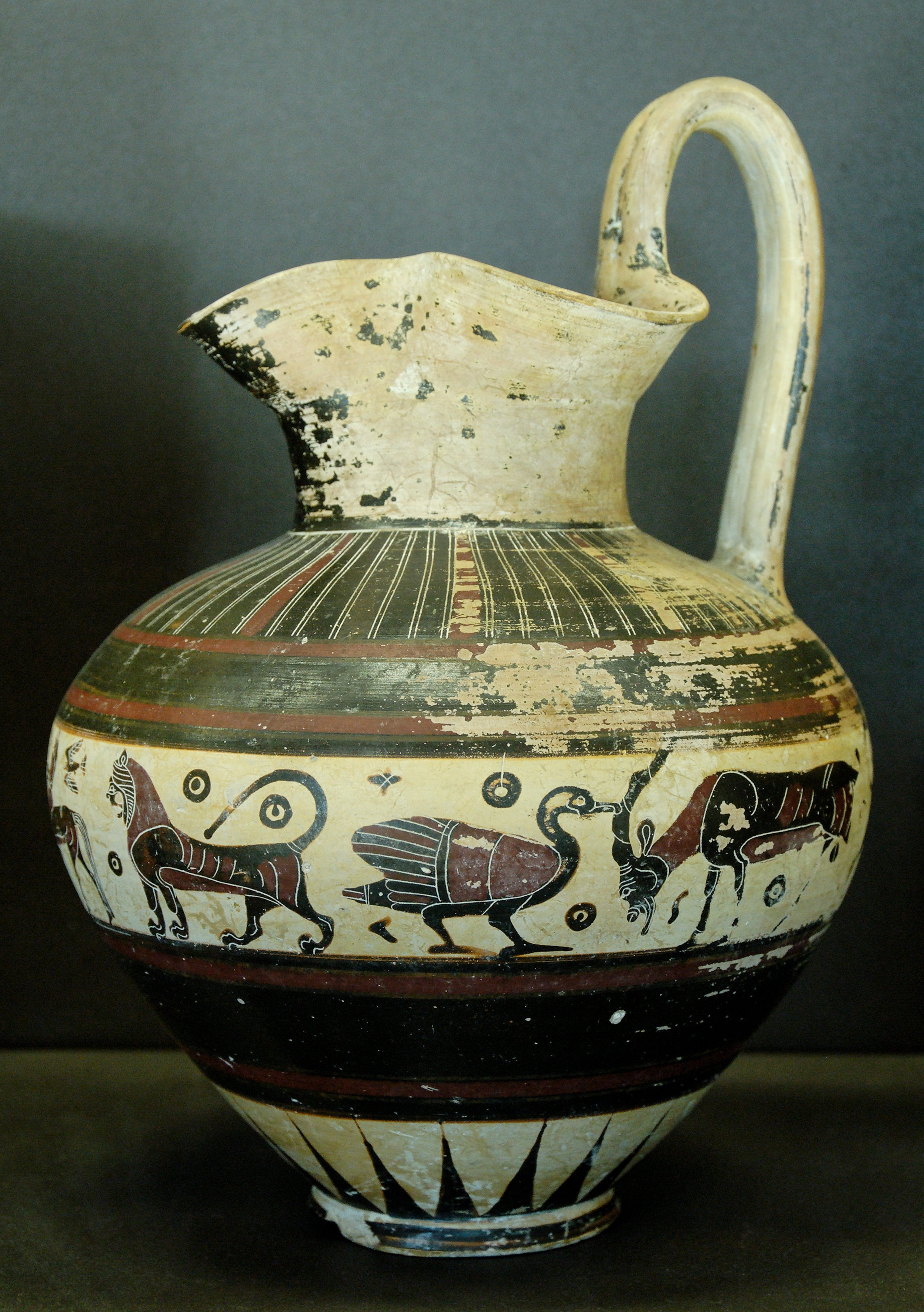
Protokorynckie ojnochoe z Kameiros (Rodos)

Na wyspie Rodos, ze względu na produkcję i eksport wina rozwinęła się ceramika. Jej rozkwit przypada na VII–VI wiek p.n.e. Razem z winem ceramika była rozpowszechniona w całym świecie greckim. Zasadniczo dekoracje charakteryzowały się pasami, wypełnionymi szeregami zwierząt, jeleniami, sfinksami, ptakami. Na szyi naczynia znajdowała się plecionka, a u dołu brzuśca kwiatami. Rysunki były częściowo konturowe, a częściowo sylwetowe. W miarę upływu czasu tło było coraz mniej wypełnione, a sylwetki zwierząt mają coraz więcej wolnego miejsca. Z czasem ceramika rodyjska uległa coraz większym wpływom sztuki korynckiej, jednak nie wpływa to na tematykę, która pozostaje orientalizująca.